# 하와이주의 주지사

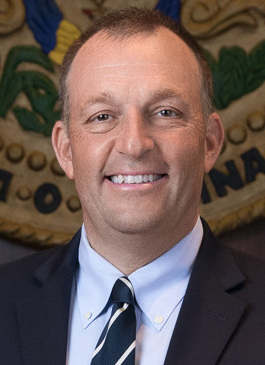
조시 그린 현 하와이주지사

하와이주의 주지사(영어: Governor of Hawaii)는 하와이주 헌법 제5조 제1항부터 제6항까지에 명시된 바와 같이 미국 하와이주 및 그 다양한 기관과 부서의 정부수반이다. 하와이 주민의 일반 참정권에 의해 투표되는 직접 선출직이다.
주지사는 하와이 주의회에서 통과된 법률을 집행하고 하와이 주 사법부의 판결을 유지하는 역할을 담당한다. 이 역할에는 하와이 군대의 총사령관이 되는 것과 이러한 군대를 사용하여 법률을 집행하고 반란과 폭력을 진압하고 침략을 격퇴할 수 있는 권한을 갖는 것이 포함된다. 하와이주의 부지사는 공직자가 주에 결석하거나 공직의 권한과 의무를 수행할 수 없는 경우 주지사 권한대행이 된다. 역사적으로 하와이주지사는 하와이 민주당 또는 하와이 공화당 출신이다.
현재 하와이 주지사는 2022년 12월 5일에 취임한 민주당 조시 그린이다. 하와이는 미국 최초의 아시아계 미국인 최고 경영자가 있는 주였으며, 조지 아리요시는 1974년부터 1986년까지 세 번의 임기를 역임했다.

## 권한
하와이에서 선출된 두 명의 주 전역 임원은 주지사와 부지사(같은 표로 함께 출마)뿐이다. 다른 모든 주 전역 임원은 주지사 또는 주 의회에서 임명한다.
또한 하와이주지사는 연방의 다른 주지사들에 비해 비교적 강력한 광범위한 권한을 가지고 있으며, 행정 권한은 카운티에 위임된 권한이 거의 없는 대부분의 다른 주보다 중앙에 집중되어 있으며, 다른 주와 달리 지역 교육구가 없다. 주지사의 관할권 범위 내에는 하와이 사법 시스템 내의 다양한 법원의 모든 판사를 임명할 수 있는 권한이 포함되며, 상원의 승인을 받아야 한다.
하와이주에는 고정된 내각 직책과 부서가 없다. 법률에 따라 하와이주지사는 행정부가 20명 이내의 기관과 내각 구성원으로 구성된 한 필요한 경우 내각과 부서를 만들 수 있는 권한이 있다. 하와이 주지사는 또한 하와이 주 상원의 행위로 해임되어야 하는 하와이 법무장관을 제외하고는 내각 책임자를 마음대로 해임할 수 있는 권한이 있다.